# Aldora Itunu
Pour les articles homonymes, voir Itunu (homonymie).

a Compétitions nationales et continentales officielles uniquement.

b Matchs officiels uniquement.
Dernière mise à jour le 27 octobre 2024.
Aldora Itunu, née le 28 juin 1991 à Auckland (Nouvelle-Zélande), est une joueuse internationale néo-zélandaise de rugby à XV. Elle joue pour les Blues dans le Super Rugby Aupiki et pour la province d'Auckland en Farah Palmer Cup.
Avec les Black Ferns elle remporte la Coupe du monde 2017 en Irlande en compagnie de sa sœur ainée Linda Itunu.

## Biographie
Aldora Itunu naît le 28 juin 1991 à Auckland en Nouvelle-Zélande. Sa sœur ainée, Linda Itunu, est une joueuse internationale néo-zélandaise de rugby à XV.
À partir de 2012, Aldora Itunu joue en Championnat des provinces néo-zélandaises de rugby à XV avec le Auckland Storm, tout comme sa sœur Linda. Elle passe une saison à jouer en Italie avec le Red & Blu Rugby (it),.
En 2015, elle fait ses débuts avec les Black Ferns et est sélectionnée pour la Coupe du monde 2017. Après la Coupe du monde, elle rejoint l'Angleterre et les Harlequins.
En 2018, elle est blessée lors d'un test match contre les Wallaroos à l'Eden Park,.
Itunu joue pour les Blues contre les Chiefs Manawa lors du tout premier match de Super Rugby Aupiki en Nouvelle-Zélande le 1er mai 2021,. Le 3 novembre suivant, elle est sélectionnée dans l'équipe des Blues pour la première édition de la compétition,.
Itunu fête sa 50e sélection avec l'Auckland Storm lors de l'édition 2023 de la Farah Palmer Cup. Une grossesse la tient pour la suite de l'année éloignée des terrains, mais elle revient chez les Blues en 2024.

## Palmarès

### En franchise
- Vainqueur du Championnat des provinces néo-zélandaises en 2013, 2014, 2015 et 2023.
- Finaliste Championnat des provinces néo-zélandaises en 2016 et 2019.
- Vainqueur du Super Rugby Aupiki en 2024 et 2025.

### En équipe nationale
- Vainqueur des Women's Rugby Super Series en 2015.
- Vainqueur de la Coupe du monde en 2017.